# Michael von Faulhaber

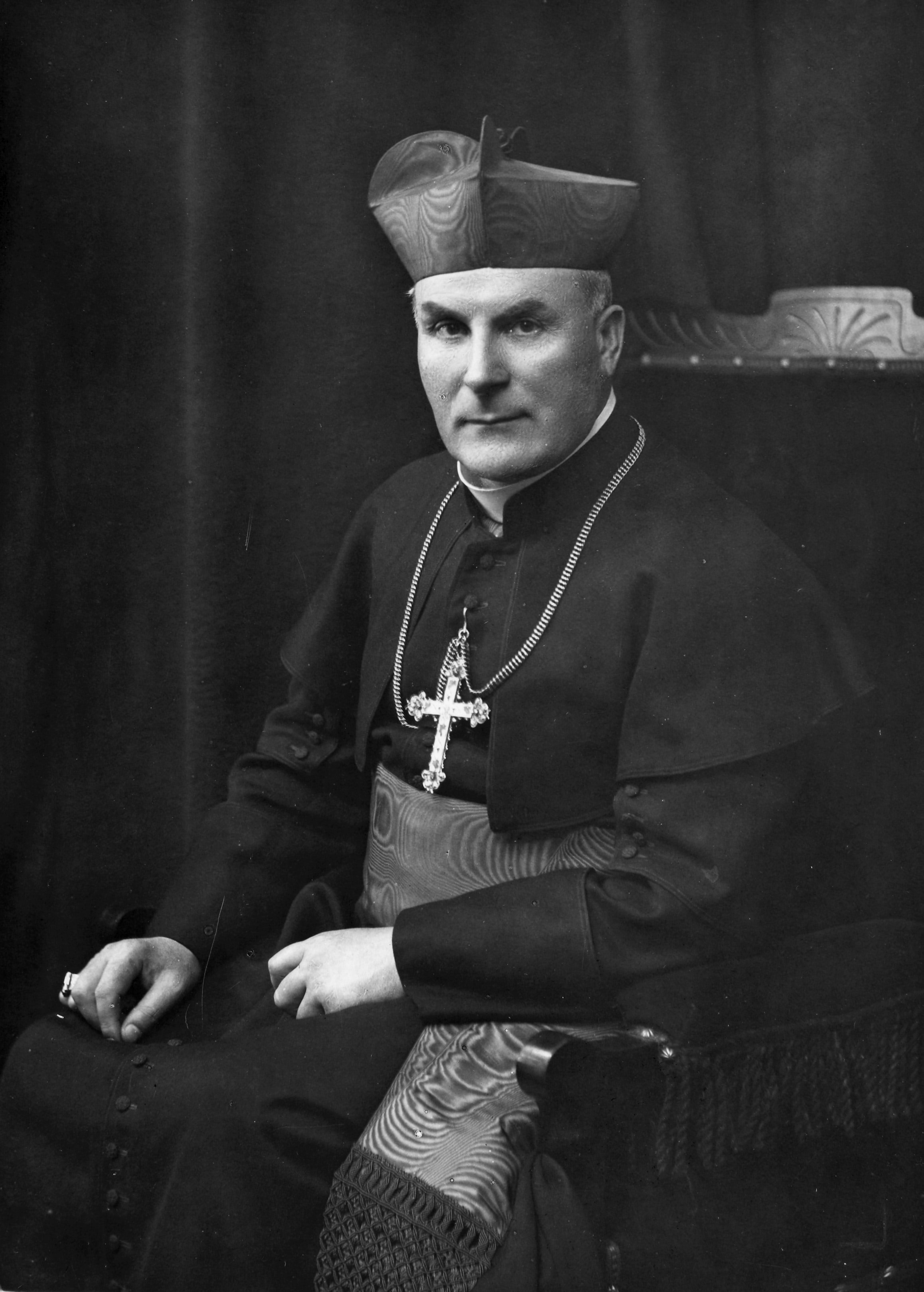
Michael Kardinal von Faulhaber (um 1936)

Michael Faulhaber, ab 1913 von Faulhaber, (* 5. März 1869 in Heidenfeld; † 12. Juni 1952 in München) war Erzbischof von München und Freising seit 1917 und Kardinal ab 1921.

## Leben

### Frühe Jahre

Faulhaber als Abiturient in Würzburg (1888)

Michael Faulhaber kam als drittes von insgesamt sieben Kindern der Eheleute Michael (1831–1900) und Margarete Faulhaber, geborene Schmitt, (1839–1911) in Klosterheidenfeld bei Schweinfurt zur Welt. Sein Vater, ein Bäckermeister, entstammte einer Bauernfamilie in Oberpleichfeld bei Würzburg, die Mutter war eine Bäckerstochter aus Bergtheim. Der Dorfpfarrer ermöglichte ihm ab 1879 den Besuch des Gymnasiums in Schweinfurt. 1883 wurde er in das bischöfliche Knabenseminar Kilianeum Würzburg aufgenommen und besuchte das Königliche Neue Gymnasium in Würzburg.
Während seiner Zeit als Einjährig-Freiwilliger beim Königlich Bayerischen 9. Infanterie-Regiment „Wrede“ wurde er 1888 Mitglied der KStV Normannia Würzburg. Am 26. Oktober 1889 trat er in das Priesterseminar in Würzburg ein. Am 1. August 1892 empfing er in Würzburg die Priesterweihe. Anschließend war Faulhaber Kaplan in Kitzingen. Am 1. September 1893 wurde er zum Präfekten des Knabenseminars Kilianeum ernannt. Am 6. Mai 1895 wurde er mit einer Dissertation über Eusebius von Cäsarea an der Universität Würzburg zum Doktor der Theologie promoviert, am 11. November 1899 erfolgte die Habilitation und Ernennung zum Privatdozenten, ebenfalls an der Universität Würzburg. Am 26. Juli 1903 übernahm er die ordentliche Professur für „Alttestamentliche Exegese und biblische Theologie“ an der katholisch-theologischen Fakultät der Universität Straßburg.

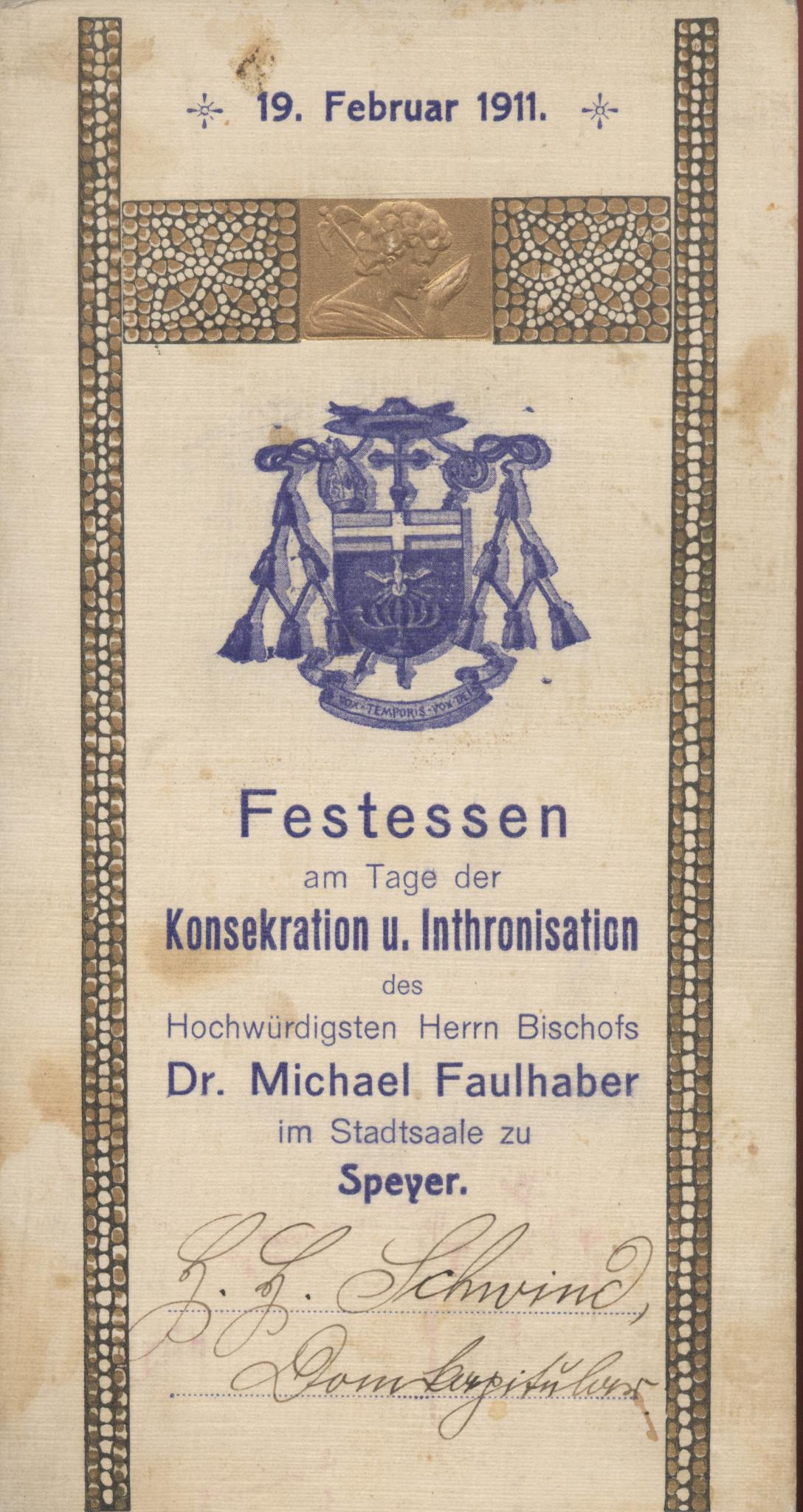
Einladungskarte zum Festessen anlässlich der Inthronisation Faulhabers als Bischof von Speyer (1911)

### Bischofsernennung und Erster Weltkrieg

Faulhaber (2. von rechts) im Ersten Weltkrieg im Schützengraben an der Westfront

Am 4. November 1910 erfolgte auf Vorschlag des bayerischen Kultusministers die Ernennung zum Bischof von Speyer. Nach der päpstlichen Bestätigung am 7. Januar des folgenden Jahres spendete ihm der Erzbischof von München und Freising, Franziskus von Bettinger, am 19. Februar 1911 die Bischofsweihe. Mitkonsekratoren waren der Würzburger Bischof Ferdinand von Schlör und der Bischof von Straßburg, Adolf Fritzen. Am 1. Mai 1913 erhob ihn Prinzregent Ludwig III. von Bayern mit der Verleihung des Ritterkreuzes des Verdienstordens der Bayerischen Krone in den persönlichen Adelsstand.
Mit Kriegsbeginn 1914 wurde Faulhaber auch stellvertretender Feldpropst (Militärbischof) der Bayerischen Armee. Trotz des deutschen Angriffs auf Frankreich unter Verletzung der Neutralität Belgiens und Luxemburgs (Schlieffen-Plan) schrieb er 1917, die Deutschen hätten „die friedliche Arbeit im Stiche lassen müssen, um Heim und Herd gegen den heimtückischen Überfall unserer Feinde zu schützen“. Zur Legitimität des Ersten Weltkriegs äußerte er sich so: „Nach meiner Überzeugung wird dieser Feldzug in der Kriegsethik für uns das Schulbeispiel eines gerechten Krieges werden.“
Am 26. Mai 1917 wurde er als Nachfolger des verstorbenen Erzbischofs Franziskus von Bettinger zum Erzbischof von München und Freising ernannt. Die Amtseinführung erfolgte am 3. September 1917. Er trauerte 1918 dem Kaiser nach. Die Novemberrevolution war für ihn das Werk russischer Juden.

### Kardinalsernennung und Weimarer Republik
Im Konsistorium vom 7. März 1921 erhob ihn Papst Benedikt XV. zum Kardinal und kurz darauf zum Kardinalpriester der Titelkirche Sant’Anastasia. Der Kardinal nahm am Konklave 1922 teil, aus dem Pius XI. als Papst hervorging.
Der Weimarer Republik stand der national-konservative Faulhaber kritisch bis ablehnend gegenüber. So äußerte er: „Könige von Volkes Gnaden sind keine Gnade für das Volk, und wo das Volk sein eigener König ist, wird es über kurz oder lang auch sein eigener Totengräber.“ Auch auf dem 62. Deutschen Katholikentag in München sprach er sehr kritisch über die Weimarer Republik. Zum Nationalsozialismus hielt er ebenfalls Distanz; er bezeichnete ihn im November 1930 als eine „Häresie und mit der christlichen Weltanschauung nicht in Einklang zu bringen“.
In der am 24. Januar 1926 in Rom gegründeten Priestervereinigung „Amici Israel“ hatte Faulhaber eine führende Rolle inne. Hauptziel war die christlich-jüdische Versöhnung. Der Verein bat Papst Pius XI. am 2. Januar 1928 darum, die schroff formulierte Karfreitagsfürbitte für die Juden (Oremus et pro perfidis Iudaeis – „Lasst uns auch beten für die treulosen Juden“) ändern zu lassen. Dem entsprechenden Antrag stimmte die Ritenkongregation zwar zu, letztlich wurde er aber vom Heiligen Offizium abgelehnt. Auch die „Amici Israel“ wurden vom Papst gerügt und aufgelöst. Faulhaber selbst hatte schon 1927 seinen Priestern beim Predigtkurs Programm und Gebetszettel der „Amici Israel“ mitgegeben und geboten: „Man vermeide in der christlichen Predigt alles, was antisemitischen Klang hat!“.
1927 errichtete er im Münchner Schloss Fürstenried das Erzbischöfliche Spätberufenenseminar „St. Matthias“, um jungen Männern die Möglichkeit zu bieten, das Abitur nachzuholen und Priester der römisch-katholischen Kirche werden zu können. Dies war und ist auch heute noch das erste Ziel des Hauses. 1957 wurde es ins 30 km südlich gelegene Wolfratshausen-Waldram verlegt.

### Haltung zum Nationalsozialismus
Faulhaber unterstützte Fritz Gerlich, der mit seiner Wochenschrift Der Gerade Weg entschieden gegen den Nationalsozialismus kämpfte. Anschuldigungen gegenüber Gerlich wies er entschieden zurück und meinte, der „hiesige Klerus“ sei „begeistert, daß endlich auf katholischer Seite ein Mann aufgetreten ist, der den Gegnern [des Nationalsozialismus] die Stange hält“.
Faulhabers Loyalität gegenüber den staatlichen Autoritäten behinderte jedoch eine entschiedenere Opposition zu den Nationalsozialisten. Er begrüßte nach ihrer Machtergreifung das Reichskonkordat vom 20. Juli 1933. Er sah darin eine Möglichkeit, die kirchlichen Institutionen unabhängig zu erhalten, und bedankte sich bei Hitler in einem Telegramm: „Was die alten Parlamente und Parteien in 60 Jahren nicht fertig brachten, hat Ihr staatsmännischer Weitblick in 6 Monaten weltgeschichtlich verwirklicht … Uns kommt es aufrichtig aus der Seele: Gott erhalte unserem Volk unseren Reichskanzler.“ Ebenso verpflichtete er die katholischen Priester, „in Predigt und Privatgespräch alles zu vermeiden, was das Vertrauen zur nationalen Regierung zerstören könnte“. Im November 1936 kam es am Berghof (Obersalzberg) zu einem Treffen Faulhabers mit Adolf Hitler und Rudolf Heß, wonach Faulhaber Hitler erneut positiv bewertete: „Der Reichskanzler lebt ohne Zweifel im Glauben an Gott.“

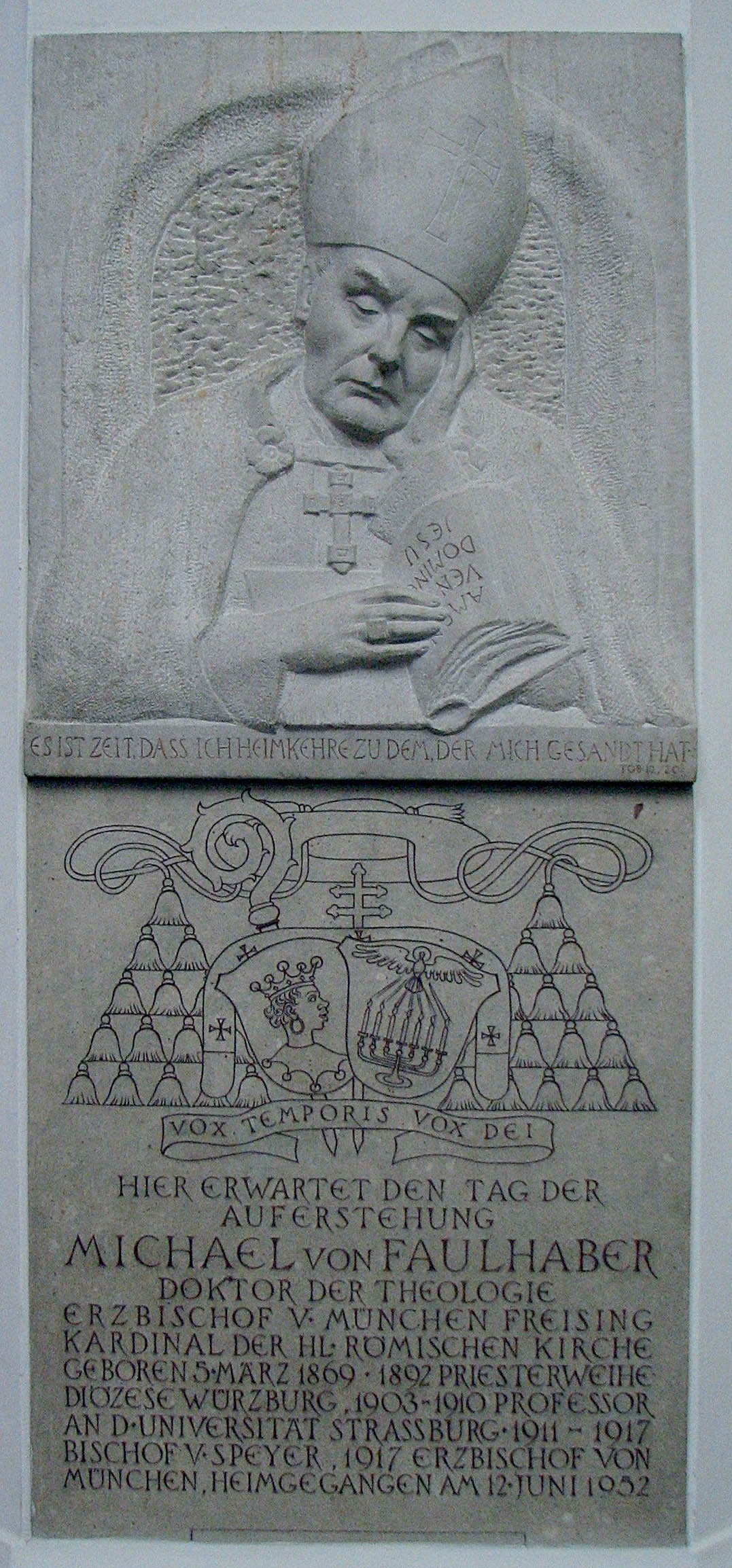
Epitaph für Faulhaber in der Münchener Frauenkirche

Faulhaber lehnte es ab, die Judenboykotte in den ersten Wochen der nationalsozialistischen Diktatur öffentlich zu verurteilen:

„Dieses Vorgehen gegen die Juden ist derart unchristlich, daß jeder Christ, nicht bloß jeder Priester, dagegen auftreten müßte. Für die kirchlichen Oberbehörden bestehen weit wichtigere Gegenwartsfragen; denn Schule, der Weiterbestand der katholischen Vereine, Sterilisierung sind für das Christentum in unserer Heimat noch wichtiger, zumal man annehmen darf, und zum Teil schon erlebte, daß die Juden sich selber helfen können, daß wir also keinen Grund haben, der Regierung einen Grund zu geben, um die Judenhetze in eine Jesuitenhetze umzubiegen. Ich bekomme von verschiedenen Seiten die Anfrage, warum die Kirche nichts gegen die Judenverfolgung tue. Ich bin darüber befremdet; denn bei einer Hetze gegen die Katholiken oder gegen den Bischof hat kein Mensch gefragt, was man gegen diese Hetze tun könne. Das ist und bleibt das Geheimnis der Passion.“

In einem Schreiben an den amerikanischen Kardinal George William Mundelein in Chicago vom 30. März 1933 bezeichnete er die „Greuelpropaganda“ des Auslands als Auslöser dieser Judenboykotte:

„Die unwahren Berichte über blutige Greueltaten in Deutschland, die in amerikanischen und anderen ausländischen Zeitungen erschienen sind, und die Angriffe gegen die neue Regierung in Deutschland wegen ihres Kampfes gegen den Kommunismus haben die deutsche Regierung veranlasst, Gegenmaßnahmen zu ergreifen und vom 1. April ab den Boykott gegen alle jüdischen Geschäfte mit aller Strenge durchzuführen … Die Korrespondenten der ausländischen Zeitungen haben nicht überlegt, in was für eine schwierige Lage sie die Juden in Deutschland durch ihre Berichte in den Zeitungen gebracht haben. Ich bitte Euere Eminenz, allen Einfluß aufzubieten, daß die ausländischen Zeitungen, die bisher Greueltaten berichtet haben, eine Erklärung abgeben, daß sie sich von der Haltlosigkeit ihrer früheren Behauptungen überzeugt haben.“

Im November 1936 sprach Faulhaber in einer Predigt über die Bereitschaft zum Leiden und heroischen Taten, die die christliche Weltanschauung fordere. Als Beispiele nannte er den von NS- und anderen rechten Kreisen zum Märtyrer erhobenen Albert Leo Schlageter, auf dessen katholische Konfession er sich bezog, und die „Helden des Alcázar“ im spanischen Bürgerkrieg.
1937 entwarf er auf Wunsch Pius’ XI. die Enzyklika Mit brennender Sorge und geriet so in Gegensatz zu den nationalsozialistischen Machthabern. Schon am Abend des 27. Januar 1934 war nach einer hetzerischen Rede des bayerischen Staatsministers Hermann Esser ein Attentat auf Faulhaber verübt worden. Am 11. November 1938 kam es zu einem „Sturm auf das Erzbischöfliches Palais“ in München. Im März 1939 nahm er am Konklave zur Wahl Pius’ XII. teil. Nach dem misslungenen Attentat Georg Elsers auf Hitler am 8. November 1939 im Münchner Bürgerbräukeller sandte er Hitler im Namen der bayerischen Bischöfe ein Glückwunschtelegramm und ließ im Dom zu Unserer Lieben Frau ein Te Deum anstimmen, „um im Namen der Erzdiözese der Göttlichen Vorsehung zu danken, daß der Führer dem verbrecherischen Anschlag, der auf sein Leben gemacht wurde, glücklich entronnen ist“. Das fehlgeschlagene Attentat auf Adolf Hitler durch Claus Schenk Graf von Stauffenberg am 20. Juli 1944 nannte er in seinem Tagebuch ein „ruchloses Verbrechen“.
Gegen den Massenmord an Behinderten und chronisch Kranken durch die Aktion T4 protestierte er 1940 mit einem öffentlichen Brief an den Reichsjustizminister. Faulhaber wandte sich am 26. Juli 1941 öffentlich gegen die Entfernung der Schulkreuze. Am 12. September 1943 verurteilte Faulhaber gemeinsam mit den deutschen Bischöfen im so genannten Dekalog-Hirtenbrief allgemein die Tötung von „Menschen fremder Rassen und Abstammung“ und betonte das grundsätzliche Recht auf Leben und körperliche Unversehrtheit. Allerdings entsprach er nicht einer Bitte eines Diplomaten, er solle  „gegen die furchtbaren Judenmorde öffentlich auftreten“, und als ihn Angehörige deportierter Juden fragten, ob gar nichts zu machen sei, antwortete er: „Leider nicht.“

### Zweiter Weltkrieg
1941 nahm Faulhaber folgendermaßen Stellung zum Krieg:

„Für das teuere Vaterland aber wollen wir auch dieses Opfer bringen, wenn es nun notwendig geworden ist zu einem glücklichen Ausgang des Krieges und zur Überwindung des Bolschewismus. Schrecklich ist das Bild des Bolschewismus, wie es unsere Soldaten kennen lernen. Gewaltig und furchtbar ist das Ringen gegen diesen Weltfeind und tiefsten Dank zollen wir unseren todesmutigen Soldaten für alles, was sie in diesem Kampf Großes leisten und Schweres dulden.“

Im Oktober 1943, als die Wendung im Kriegsgeschehen eingetreten war, teilte Faulhaber dem Kirchenministerium mit: „Niemand kann in seinem Innern einen unglücklichen Ausgang des Krieges auch nur wünschen. Jeder vernünftige Mensch weiß, daß in diesem Falle die staatliche und die kirchliche Ordnung, überhaupt jede Ordnung, vom russischen Chaos umgeworfen würden.“
Nach der Besetzung Münchens durch die US-Armee Ende April 1945 versuchte Faulhaber in Verhandlungen, die Lebensbedingungen der Münchener Bevölkerung zu erleichtern.

### Nachkriegszeit

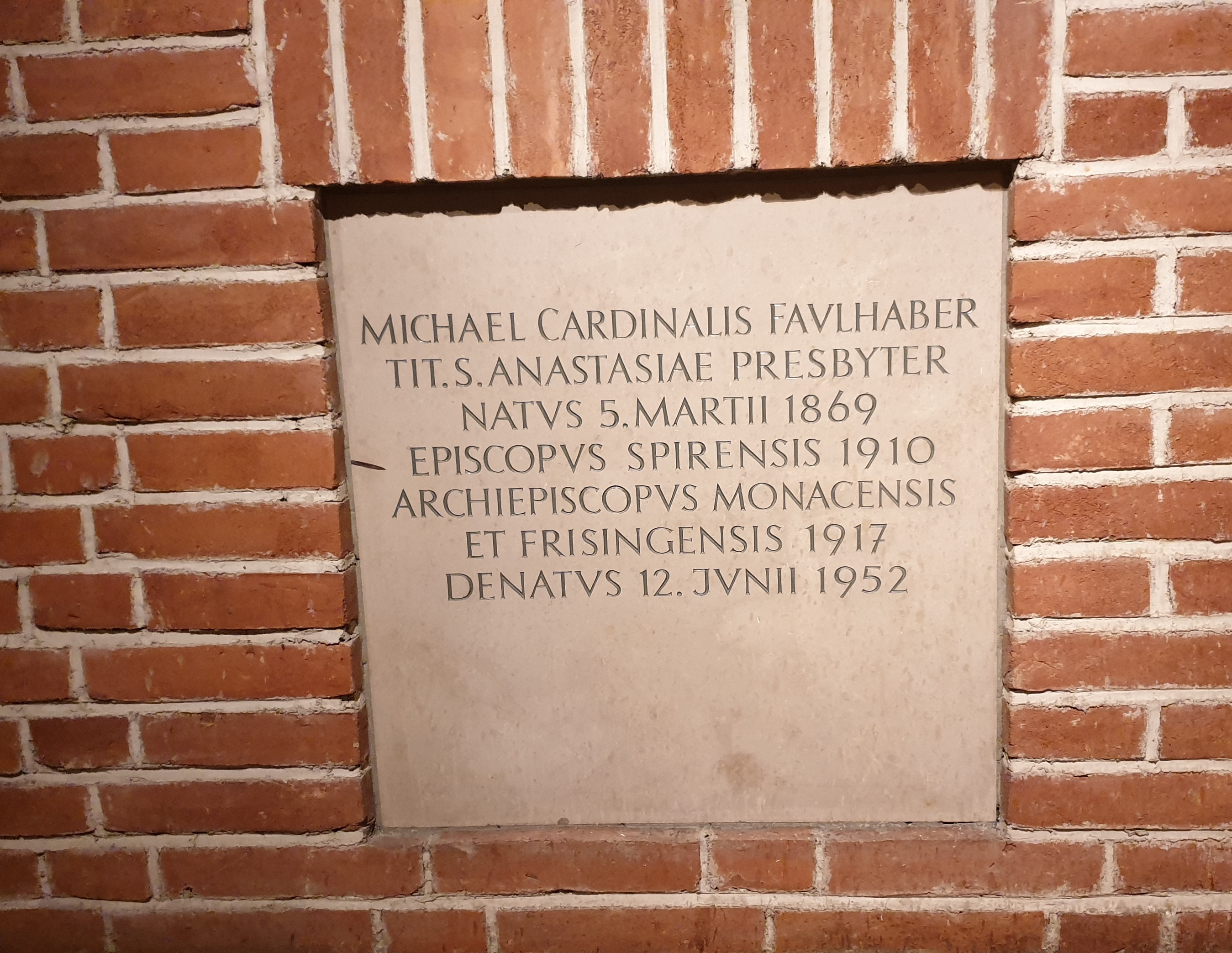
Grabplatte Faulhabers in der Krypta der Münchener Frauenkirche

Seit Sommer 1945 setzte er sich zusammen mit den katholischen und evangelischen Bischöfen Bayerns für eine Freilassung inhaftierter NSDAP-Mitglieder ein. Er erklärte den amerikanischen Besatzungsbehörden, eine pauschale Bestrafung aller NSDAP-Mitglieder sei nicht mit der Demokratie vereinbar. Ferner warf er ihnen Propaganda gegen Deutschland vor und verglich dazu die Kriegsfolgen für Deutschland mit den während der nationalsozialistischen Herrschaft verübten Verbrechen:

„Man hat wochenlang Vertreter von amerikanischen Zeitungen und amerikanische Soldaten nach Dachau gebracht und die Schreckensbilder von dort in Lichtbildern und Filmen festgehalten, um der ganzen Welt bis zum letzten Negerdorf die Schmach und Schande des deutschen Volkes vor Augen zu stellen. Es wären nicht weniger schreckhafte Bilder, wenn man das furchtbare Elend, das durch die Angriffe britischer und amerikanischer Flieger über München und andere Städte kam … in einem Lichtbild oder Film hätte zusammenfassen können, wie das in Dachau geschehen ist.“

1946 erfolgte ein erster Besuch bei Papst Pius XII. in Rom, unter anderem um Hilfslieferungen zu organisieren. Am 11. September 1948 konnte er wieder ein Pontifikalamt in den Ruinen der Münchener Frauenkirche feiern. 1949 erhielt er die Ehrenbürgerwürde der Stadt München.
Am 29. Juni 1951 weihte Michael von Faulhaber im Freisinger Dom Joseph Alois Ratzinger, den späteren Papst Benedikt XVI., und dessen Bruder Georg Ratzinger zu Priestern.
Seit dem Tod Alessio Ascalesis am 11. Mai 1952 war er kurzzeitig Kardinalprotopriester.
Faulhaber starb am 12. Juni 1952 (Fronleichnam) in München und wurde in der Unterkirche der Frauenkirche beigesetzt. Hunderttausende Menschen nahmen Abschied.
Er war der letzte lebende von Papst Benedikt XV. kreierte Kardinal.

### Privatleben
Wie erst 2017 durch die Veröffentlichung ihres Tagebuchs bekannt wurde, hatte Faulhaber von 1940 an – er war damals 71 – eine enge Beziehung zu der 27 Jahre jüngeren promovierten Germanistin Franziska Bösmiller, einer Konvertitin. Die Beziehung endete wohl 1950, Faulhabers Interesse war vermutlich abgekühlt. Ob die Beziehung über enge Zuneigung und Zärtlichkeiten hinausging, ist nicht bekannt. Der Kirchenhistoriker Hubert Wolf gibt jedoch auch zu bedenken, dass wohl die Beziehung der beiden mehr auf geistiger als auf körperlicher Ebene stattfand und gewisse Beschreibungen Bösmillers wahrscheinlich mehr Wunschvorstellung als Tatsache sind.

## Beurteilung
Konrad von Preysing, Bischof von Berlin, nannte Faulhaber einen Autokraten von „hoheitsvoller Kälte“.
Faulhaber hat mit seinen Predigten (s. o. 1941) wie andere Bischöfe auch zur Verlängerung des Krieges beigetragen.
Wegen anderer Äußerungen gegenüber den nationalsozialistischen Machthabern während des Zweiten Weltkriegs wurde er von vielen Menschen verehrt. Die Ambivalenz seiner Position zeigt sich auch darin, dass er zu seiner Zeit von der politischen Linken als Antidemokrat und Antisozialist, von den Nationalsozialisten als ideologischer Gegner und „Judenfreund“ betrachtet wurde. Im Jahre 1949 schrieb der Landesverband der Israelitischen Kultusgemeinde in Bayern an Faulhaber:

„Als Vertreter der Bayerischen Kultusgemeinden werden wir nie vergessen, wie Sie, verehrter Herr Kardinal, in den Jahren nach 1933 mit einem Mut sondergleichen die Ethik des Alten Testaments von der Kanzel verteidigten und Tausende jüdischer Menschen vor dem Terror und der Gewalt geschützt haben.“

Wegen der umstrittenen Rolle Faulhabers in der Zeit des Nationalsozialismus beschloss der Rat der Stadt Würzburg im Oktober 2022, den dortigen Kardinal-Faulhaber-Platz umzubenennen. Vier Monate zuvor hatten vier historische Fachleute auf Einladung der städtischen Kommission zur Überprüfung von Straßennamen in einem Fachgespräch keine Notwendigkeit politischer Verurteilung gesehen. IfZ-Direktor Andreas Wirsching hatte in Faulhabers Handeln und Nichthandeln auch moralisches Versagen gesehen, aus der für ihn jedoch nicht die Notwendigkeit einer Umbenennung des Platzes folge.
In München wurde die dortige Kardinal-Faulhaber-Straße laut Kulturreferat von einem Expertengremium in eine Liste der „Straßennamen mit erhöhtem Diskussionsbedarf“ aufgenommen. Einen Zeitplan für eine mögliche Umbenennung gebe es im Oktober 2022 aber nicht.
Das im Januar 2022 vorgelegte Münchner Missbrauchsgutachten der Münchner Anwaltskanzlei Westpfahl Spilker Wastl, das auch die Amtszeit Faulhabers, allerdings erst ab dem Jahr 1945, untersuchte, stellte fest, dass es bis 1952 in vier Fällen zu fehlerhaftem Verhalten gekommen sei, wobei zu 15 Klerikern untersuchungsrelevante Sachverhalte gefunden wurden. Durch Übergriffe auffällig gewordene Priester wurden demnach mehrfach versetzt, gemaßregelt und dann doch wieder eingesetzt. Kirchliche Voruntersuchungen und Meldungen nach Rom an das (in der Vorkonzilzeit so genannte) Heilige Offizium seien unterblieben. Das Gutachten resümierte, Faulhaber habe zwar nicht rechtskonform gehandelt und sich durchweg nicht den Geschädigten zugewendet. Zugleich wird sein Vorgehen gegen Täter jedoch als „vor allem in einer ab den 1960er Jahren nicht mehr erreichten Art und Weise entschlossen“ gewürdigt, denn zumindest rudimentär habe es Präventivmaßnahmen wie die Unterbringung von Tätern in Klöstern gegeben, wenn auch nicht in allen Fällen.

## Bischofswappen

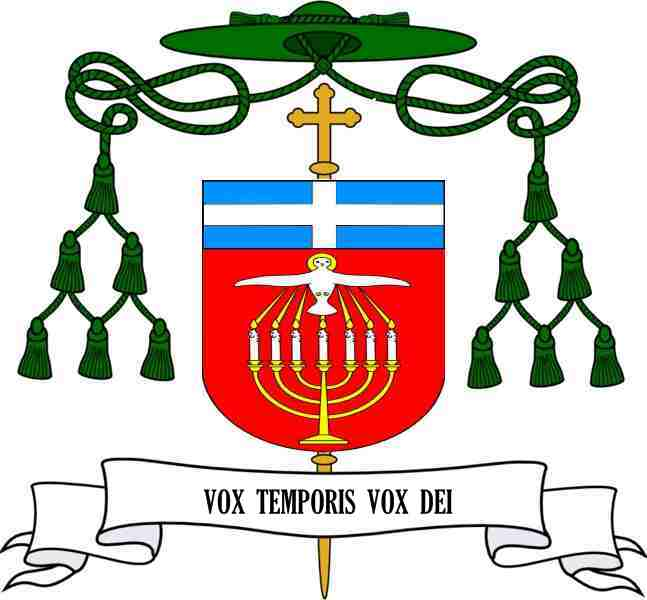
Wappen als Bischof von Speyer

Doppelwappen als Erzbischof von München und Freising

Faulhabers Bischofswappen zeigt im oberen Teil des Schildes das weiße Kreuz auf blauem Grund, das Bistumswappen von Speyer. Als persönliches Wappen, der siebenarmige Leuchter, an seine frühere Tätigkeit als Professor für Altes Testament erinnernd, dieser ist mit der Hl. Geist-Taube als von ihm gedeutetes Symbol für sein bischöfliches Wirken verbunden: Akademische Lehrtätigkeit und bischöfliches Amt wirken somit eng zusammen.
Als Erzbischof wählte er ein Doppelwappen, dies zeigt im (heraldisch) rechten Wappenschild den „Freisinger Mohr“ für das Erzbistum München und Freising und im (heraldisch) linken Wappenschild sein persönliches Wappen. Auch in seinem Münchener Wirkungskreis war ihm die Zusammengehörigkeit von Altem und Neuem Testament wichtig. Die Wappen werden mit dem roten Kardinalshut Galero bekrönt, den Stab mit dem Doppelkreuz umringt das Pallium.
Mit dem Wahlspruch Vox temporis vox Dei („Die Stimme der Zeit ist die Stimme Gottes“) stellte sich Faulhaber dem Anspruch, in der jeweiligen Zeit den Anruf Gottes zu hören und entsprechend den Bedürfnissen der Zeit den Willen Gottes zu erkennen.

## Ehrungen
- 1933: Ehrenmitgliedschaft des Unitas-Verbandes[24]
- 1951: Großkreuz des Verdienstordens der Bundesrepublik Deutschland[25]
- Ritter des Hubertusordens
- Verdienstorden der Bayerischen Krone (Ritter, verbunden mit der Nobilitierung)
- Eisernes Kreuz II. Klasse
- bayerischer Militärverdienstorden I. und II. Klasse[26]
- bulgarischer St. Alexander-Orden

In mehreren Orten wurden Straßen oder Plätze nach ihm benannt:
- Kardinal-Faulhaber-Straße, München
- Kardinal-Faulhaber-Straße, Kleinostheim
- Kardinal-Faulhaber-Straße, Heilsbronn
- Kardinal-Faulhaber-Straße, Traunstein
- Kardinal-Faulhaber-Platz, Würzburg
- Kardinal-Faulhaber-Platz, Rosenheim
- Kardinal-Faulhaber-Platz, Röthlein
- Kardinal-Faulhaber-Platz, Grünwald

Wegen der umstrittenen Rolle Faulhabers in der Zeit des Nationalsozialismus entstand in manchen Orten eine intensive Diskussion um die Benennungen nach ihm (Siehe unter Beurteilung).

## Schriften

### Tagebücher
In seinen Tagebüchern von 1911 bis 1952 machte Faulhaber detaillierte Aufzeichnungen von hohem historischem Wert zu seinen Besuchern und Gesprächen. Diese Tagebücher wurden nach seinem Tod von Johannes Waxenberger, seinem langjährigen Sekretär, verwahrt, der nur in Einzelfällen Abschriften kurzer Passagen für die wissenschaftliche Forschung zur Verfügung stellte. Waxenberger vereinbarte 1999 mit Friedrich Wetter, dass die Tagebücher nach seinem Tod an das Erzbistum übergeben werden sollten, was dann 2010 auch geschah. Sie sind in der Gabelsberger-Kurzschrift abgefasst und werden seit 2014 in einem auf zwölf Jahre angelegten Projekt veröffentlicht. Mit Stand März 2023 sind mehr als 7600 Tagebucheinträge über 30 Jahre des insgesamt 42 Jahre langen Editionszeitraums als Digitalisat und als Transkription online einsehbar.

### Veröffentlichungen
Eine vollständige Übersicht über alle Veröffentlichungen Kardinal Faulhabers findet sich auf der Website der Kritischen Online-Edition der Tagebücher Michael Kardinal von Faulhabers (1911–1952). Zu den wichtigsten Publikationen zählen:
- 1896: Die griechischen Apologeten der klassischen Väterzeit I. (weitere Bände nicht erschienen)
- 1899: Die Propheten-Catenen nach römischen Handschriften.
- 1900: Hesychii Hierosolymitani Interpretatio Isaiae Prophetae, nunc primum in lucem edita, prolegomenis, commentario critico, indice adaucta a Michaele Faulhaber.
- 1902: Hohelied-, Proverbien- und Prediger-Catenen.
- 1903: Die Catenenhandschriften in den spanischen Bibliotheken.
- 1907: Schule und Religion. Vortrag
- 1911: Priester und Volk und unsere Zeit. Rede auf dem Mainzer Katholikentag
- 1912: Charakterbilder der biblischen Frauenwelt.
- 1913: Das Mailänder Edikt und die Freiheit der Kirche.
- 1914: Die Strophentechnik der biblischen Poesie.
- 1915: Waffen des Lichtes. Gesammelte Kriegsreden
- 1917: Das Schwert des Geistes. Feldpredigten im Weltkrieg.
- 1922: Petrus stirbt nicht. Hirtenbrief zur Fastenzeit
- 1925: Canisiuspredigten.
- 1929: Die Vesperpsalmen der Sonn- und Feiertage.
- 1931: Rufende Stimmen in der Wüste der Gegenwart, gesammelte Reden, Predigten, Hirtenbriefe.
- 1932: Zeitrufe – Gottesrufe, gesammelte Predigten.
- 1933: Judentum, Christentum, Germanentum. Huber, München